# Eiterfeld
Eiterfeld é um município da Alemanha, no distrito de Fulda, na região administrativa de Kassel, estado de Hessen.